# Debeljak
Debeljak är en ort i Kroatien.   Den ligger i länet Zadars län, i den södra delen av landet, 200 km söder om huvudstaden Zagreb. Debeljak ligger 93 meter över havet och antalet invånare är 907.
Terrängen runt Debeljak är platt åt nordost, men åt sydväst är den kuperad. Havet är nära Debeljak åt sydväst. Runt Debeljak är det tätbefolkat, med 266 invånare per kvadratkilometer. Närmaste större samhälle är Zadar, 12,4 km nordväst om Debeljak. Trakten runt Debeljak består till största delen av jordbruksmark.